# Клерфонтен
Клерфонте́н (фр. Clairfontaine) — коммуна во Франции, находится в регионе Пикардия. Департамент коммуны — Эна. Входит в состав кантона Вервен. Округ коммуны — Вервен.
Код INSEE коммуны — 02197.

## Население
Население коммуны на 2010 год составляло 569 человек.
| 1962 | 1968 | 1975 | 1982 | 1990 | 1999 | 2010 |
| ---- | ---- | ---- | ---- | ---- | ---- | ---- |
| 609  | 597  | 519  | 556  | 514  | 497  | 569  |

## Экономика
В 2010 году среди 387 человек трудоспособного возраста (15—64 лет) 285 были экономически активными, 102 — неактивными (показатель активности — 73,6 %, в 1999 году было 72,5 %). Из 285 активных жителей работали 265 человек (139 мужчин и 126 женщин), безработных было 20 (6 мужчин и 14 женщин). Среди 102 неактивных 48 человек были учениками или студентами, 25 — пенсионерами, 29 были неактивными по другим причинам.